# Flugdienstberater
Ein Flugdienstberater ist ein Mitarbeiter einer Fluggesellschaft, der für die Flugvorbereitung und die bodenseitige Betreuung von Flügen zuständig ist. Weitere gebräuchliche Bezeichnungen für diesen Beruf sind „Dispatcher“ sowie „Flight Operations Officer“ (FOO) und „Flight Operations Controller“ (FOC). 

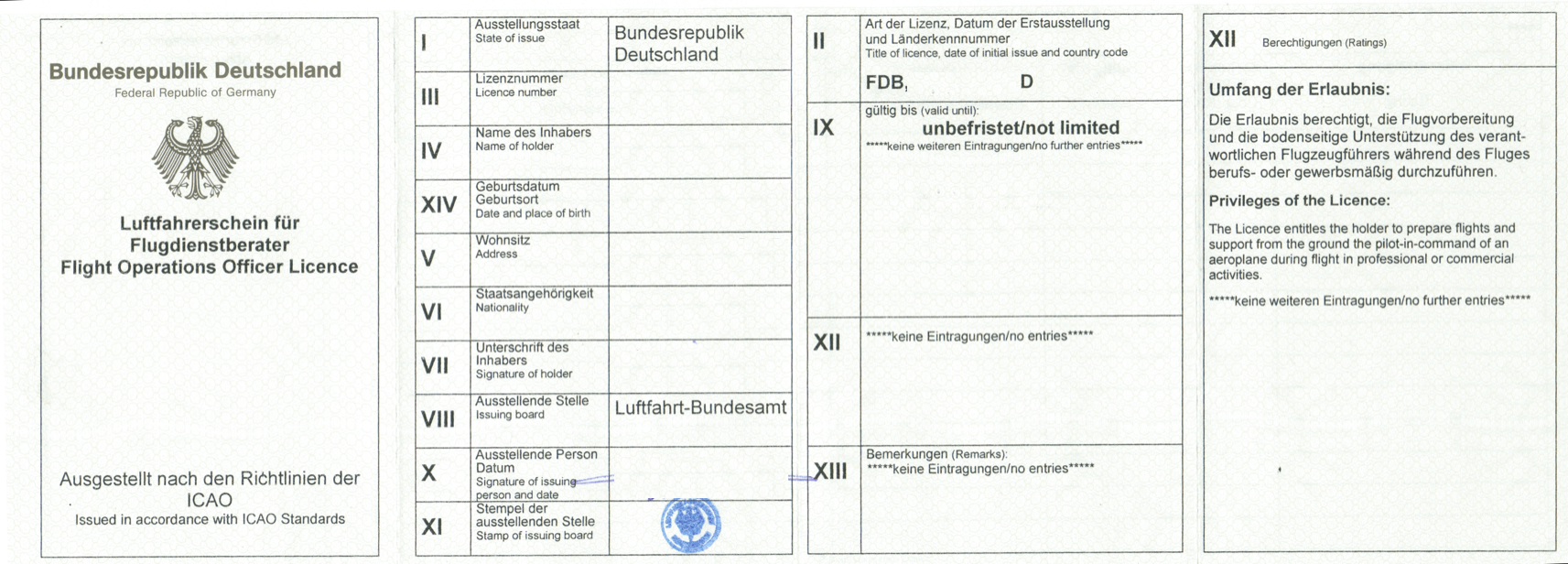
Deutsche Flugdienstberaterlizenz, ausgestellt nach Richtlinien der ICAO und nach der LuftPersV vom Luftfahrt-Bundesamt Braunschweig/Deutschland

## Aufgaben
Der Flugdienstberater ist ein wichtiger Partner des Piloten am Boden. Für die Ausübung des Berufes ist eine behördliche Lizenz erforderlich. Fehlt die Lizenz, so wird die Tätigkeit unter Aufsicht eines lizenzierten Flugdienstberater durchgeführt. Dieser Beruf heißt dann etwa „Movement Controller“ oder „Dispatchanwärter“. In Deutschland wird diese vom Luftfahrt-Bundesamt (LBA) in Braunschweig nach der Verordnung über Luftfahrtpersonal ausgestellt.
Die deutsche Flugdienstberaterlizenz fußt auf internationalem Recht, insbesondere ICAO Annex 1 und 6 sowie dem ICAO DOC 7192 D3. Dieses wurde in Deutschland zu nationalem Recht in §§ 112 bis 114, LuftPersV (Verordnung über Luftfahrtpersonal) umgesetzt und definiert.
Umfang der deutschen Erlaubnis nach der LuftPersV: „Die Erlaubnis berechtigt, die Flugvorbereitung und die bodenseitige Unterstützung des verantwortlichen Flugzeugführers während des Fluges berufs- oder gewerbsmäßig durchzuführen.“

## Ausbildung
In Deutschland ist die Berufsausbildung für Flugdienstberater einheitlich geregelt. Sie hat eine Dauer von offiziell sechs Monaten (die tatsächliche Dauer liegt bei ca. zwölf Monaten) und wird in der Regel in autorisierten Flugschulen angeboten. Die Vermittlung des Wissens erfolgt dabei in der klassischen Aufteilung nach theoretischen (in Unterrichtsform an Berufsschulen) und praktischen Inhalten (bei Luftfahrtunternehmen).
Die Ausbildung umfasst u. a. folgende Lernfelder:
- Flugplanung und -überwachung
- Meteorologie
- Luftrecht, Luftverkehrs- und Flugsicherungsvorschriften
- Allgemeine Navigation und Funknavigation
- Beladungs- und Schwerpunktkunde
- Technik, Flugzeug- und Triebwerkkunde
- Aerodynamik und Flugleistungen
- Fernmeldeeinrichtungen, Datentransfer- und Kommunikationsverfahren, Verkehrsflussregelstellen
- Menschliches Leistungsvermögen

Die abschließende Prüfung wird zentral vom Luftfahrt-Bundesamt organisiert. Dieses vergibt bei Bestehen auch die offizielle deutsche Lizenz zum Flugdienstberater.

## Lizenz
Die deutsche Lizenz, der Luftfahrerschein für Flugdienstberater (englisch Flight Operations Officer License), wird heute mit unbeschränkter Gültigkeit erteilt. Früher war die Gültigkeit auf zwei Jahre beschränkt und ein Tätigkeitsnachweis war zur Verlängerung erforderlich.
In IATA Operational Safety Audit (IOSA) geprüften Unternehmen ist eine kontinuierliche Weiterbildung der Flugdienstberater vorgeschrieben.
Zur Erteilung der Lizenz müssen umfangreiche theoretische Kenntnisse, vergleichbar mit denen, die zur Erlangung einer Verkehrspilotenlizenz (Verkehrspilotenlizenz) nötig sind, nachgewiesen werden. Darüber hinaus müssen Kenntnisse in Fernmeldeverfahren, Flugsicherungsprozeduren sowie der Umgang mit komplexen EDV-Anwendungen beherrscht werden. Interesse an der Luftfahrt und sehr gute Englischkenntnisse sind ebenfalls Voraussetzungen.
Nach deutschem Recht (LuftPersV) können die Verkehrspilotenlizenz sowie weitere fliegerische Lizenzen durch eine Zusatzprüfung und ein entsprechendes Praktikum um die Flugdienstberaterlizenz erweitert werden.
Andere Länder (z. B. die USA und Kanada) haben ein System der „Joint Responsibility“ in dem Pilot und Flugdienstberater die Verantwortung für eine sichere Flugdurchführung teilen. Dieses System wurde nach einem Flugunfall in den USA im Jahre 1938 durch den „Civil Aeronautic Act“ eingeführt. Hierbei beobachtet der Flugdienstberater die Flugdurchführung („Flight Watch“) unter Zuhilfenahme von Computerprogrammen und weist den Piloten auf Umstände hin, welche die Sicherheit des Fluges beeinträchtigen könnten bzw. eine sinnvolle Information für den Piloten darstellen. Dies können beispielsweise die Schließung von Flughäfen und Luftstraßen, Wetterveränderungen sowie technische Unregelmäßigkeiten sein.
Piloten und Flugdienstberater arbeiten hierbei Hand in Hand, um optimale Entscheidungen sicherzustellen.

## Vorteile
Ein großer Vorteil dieses Systems ist die Zahl der Flüge, die Flugdienstberater betreuen: Dadurch dass ein Flugdienstberater auf der Kurzstrecke in jeder Schicht teilweise bis zu 100 einzelne Flüge abwickelt, sind Flugdienstberater im System der „Joint Responsibility“ öfter mit Unregelmäßigkeiten konfrontiert als Piloten und können daher qualitativ hochwertige Informationen liefern. Auch im Langstreckendispatch, wo durch den erhöhten Aufwand durch weniger Automatisierung deutlich weniger Flüge vom einzelnen Flugdienstberater bearbeitet werden, trifft dies zu.
Eine der Hauptaufgaben des Flugdienstberaters ist es dafür zu sorgen, dass der gesamte Betrieb einer Airline so ökonomisch wie möglich abläuft. In den meisten Fällen ist es unwirtschaftlich, den Kapitän selbst eine aufwendige Flugplanung nach den zahlreichen gesetzlichen und betrieblichen Vorgaben erstellen zu lassen, da die Arbeitszeit eines Kapitäns oder ersten Offiziers schlicht zu teuer ist. Der Dispatcher als Spezialist auf dem Gebiet Flugplanung kennt zudem meist detaillierter die gesetzlichen und betrieblichen Vorgaben, die sich in der Vorflugplanung oft anders darstellen als im Flug. Zum Beispiel gilt es andere meteorologische Informationen zu beachten, als solche, die während des Fluges relevant sind.
Ferner liegen die Schichtdauern von Flugdienstberatern häufig bei 10 bis 12 Std. pro Tag. Zum Ausgleich werden jedoch mehr arbeitsfreie Tage gewährt. Viele Flugdienstberater arbeiten im Schichtbetrieb. Weitere Länder haben dieses System in der jüngeren Vergangenheit adaptiert, beispielsweise Malaysia, die Vereinigten Arabischen Emirate sowie die Volksrepublik China.
In den vergangenen Jahren haben sich in Europa mehrere Zwischenfälle ereignet, die durch „Flight Watch“ und „Joint Responsibility“ zu verhindern gewesen wären. Die Thematik „Joint Responsibility/Flight Watch“ wird in Europa derzeit im Zuge der Vereinheitlichung unter dem Dach der EASA kontrovers diskutiert.